# Holheide
Holheide is een kerkdorp in de gemeente Pelt in de Belgische provincie Limburg. Het ligt meer dan twee kilometer ten westen van het centrum van Overpelt en telde einde 2005 1317 inwoners.

## Geschiedenis

### Holven
De naam Holven werd reeds in de 1552 genoemd: aen gheen hoelvenne, waarmee een moeras aan de Holvense beek werd bedoeld. De naam slaat op een uitgehold ven of moeras, waar turf werd gewonnen voor lokaal gebruik door de boeren. Tegenwoordig is dit het natuurreservaat 't Plat. Het gehucht Holven ontstond langs de Steenweg op Luik, en hier werd eind 18e eeuw de tolherberg "De Trapkens" gebouwd. In 1830 telde het gehucht aan de steenweg Holvenne een 40-tal inwoners.
In begin 1941 werd door de nazi's bij 't Plat een kamp ingericht voor Joden, die het gebied moesten ontginnen. De 164 mensen hadden een beperkte mate van vrijheid, maar in augustus van hetzelfde jaar werd het kamp gesloten en 88 van hen werden versleept naar Auschwitz, waar slechts 4 mensen levend van terugkwamen.

### Holheide
Holheide is een samentrekking van het reeds genoemde gehucht en de bebouwing ten zuiden van het in 1900 geopende Station Overpelt-Werkplaatsen, die De Halt of De Heide werd genoemd. In 1900 woonden daar 150 mensen, de meesten mannen daarvan werkten op de nabijgelegen zinkfabriek, die in 1888 in productie kwam. In 1937 werd een school geopend.
Vanaf 1950 werden er missen opgedragen door de paters Kapucijnen in een tent aan de Astridlaan, omdat het centrum van Overpelt te ver verwijderd was voor de bewoners van Holheide. Later kwam er een kapel. In 1967 werd de nieuwe Sint-Barbarakerk ingewijd. Het is een bakstenen kerkgebouw in sobere modernistische stijl, een vierkantig gebouw met een vrijstaande betonnen klokkentoren ervoor.
In 1978 werd Holheide erkend als wijk van Overpelt.

## Natuur
Direct ten westen van de kom van Holheide ligt het Wandelbos Holven, een naaldbosgebied op zandige bodem van ongeveer 100 ha. Ten zuiden daarvan ligt natuurgebied 't Plat in de bovenloop van de Holvense beek.

## Verenigingsleven
In Holheide bevindt zich het clublokaal van de bekende schaakclub Pelter Pion. Deze schaakclub telt verschillende Belgische kampioenen in zijn rangen.